# Victor Hollaender
Victor Hollaender, född 20 april 1866 i Leobschütz i Schlesien, död 24 oktober 1940 i Hollywood i Kalifornien, var en tysk kompositör och kapellmästare.
Hollaender är upphovsman till många muntra melodier i en rad operetter och revyer. En av hans mest kända pjäser är farsen Der Regimentspapa som skrevs 1914. Den fick i Sverige titeln Två man om en änka och blev en av Nils Poppes största framgångar på Fredriksdalsteatern i Helsingborg 1983 och 1990.
Victor Hollaender var också verksam som teaterkapellmästare både i Berlin och London. År 1934 tvingades Hollaender, som var jude, att emigrera till USA. Victor Hollaender var bror till Gustav och Felix Hollaender samt far till Friedrich Hollaender.

## Verk av Hollaender

### Operetter
- König Rhampsinit (1891)
- Der Bey von Marokko (1894)
- Die zwölf Frauen des Japhet (1902)
- Schneider Fips (1908)
- Der Regimentspapa (1914)
- Die Schöne vom Strande (1915)
- Die Prinzessin vom Nil (1915)
- Der Schwan von Siam (1920)

### Revyer
- Neuestes, Allerneuestes(1904)
- Auf ins Metropol!(1905)

### Kända melodier
- Kirschen in Nachbars Garten
- Schaukellied
- Anne-Marie
- Das Kohlenmädel

### Filmmusik
- Schaukellied (1908)
- Sumurun (långfilm, 1920)
- Zwei Welten (långfilm, 1930)